# Vlag van Toluca

Vlag van Toluca (ratio 4:7)

Vlag van Toluca, 1985-2020

De vlag van Toluca, hoofdstad van de Mexicaanse deelstaat Mexico, bestaat uit een witte achtergrond met het wapen van Toluca in het midden. De vlag wordt bij officiële evenementen gehesen samen met de nationale vlag van Mexico en bij sommige gelegenheden met de vlag van de staat Mexico. De vlag heeft de hoogte-breedteverhouding net als die van de Mexicaanse vlag 4:7 is. De huidige vlag is sinds 2020 in gebruik.
De oudste vlag van Toluca verscheen in het Eerste Bataljon van Vrije Volkeren van Toluca onder het bevel van Felipe Berriozábal om de bendes schurken te bestrijden die de staat Mexico teisterden aan het einde van de Hervormingsoorlog in 1861.
De eerste vlag van de stad Toluca was een driekleurige vlag van groen, wit en rood met een wapenschild van de gemeente. De drie kleuren werden overgenomen door de vlag van de Drie Garanties ter ere van de onafhankelijkheidsstrijders van de Mexicaanse natie. Tegenwoordig worden elk jaar in de hele gemeente groene, witte en rode versieringen geplaatst om de helden van de onafhankelijkheid te eren. Zo ontstond de driekleurige vlag van Toluca die elk jaar in september op het Grote Plein van de Martelaren en in het stadhuis wappert.
De tweede vlag van de stad Toluca is een witte banier met het gemeentewapen, dit symbool is aangenomen door de gemeenteraad, hoewel het geen wetgeving heeft binnen de gemeentelijke bando in tegenstelling tot het gemeentewapen.